# Hibridni automobil
Hibridni automobili su oni koji za pokretanje koriste dva ili više izvora energije, umjesto jednoga kao kod klasičnih automobila. Najčešći je spoj benzinskog ili dizelskog motora s elektromotorom, kao što je to slučaj kod Toyote Prius.
Hibridni automobili su odnedavno postali vrlo popularni jer imaju znatno manju emisiju štetnih plinova koji onečišćuju zrak i uzrokuju kisele kiše (ugljikov dioksid i drugi). U svojoj ih ponudi ima većina proizvođača kao na primjer: Toyota, Ford, Cadillac, Honda, Saab, GMC, Chevrolet, Saturn, Chrysler, Dodge, Citroën i Nissan.
S obzirom na autonomnost električnoga pogona, hibridi se dijele na djelomične (engl. mild hybrid) i potpune (engl. full hybrid). Potpuni hibrid je po definiciji onaj kojem je omogućena vožnja vozilom pogonjenim samo elektromotorom. U tom slučaju elektromotor ima u pravilu barem jednu trećinu snage motora s unutarnjim izgaranjem. Kod djelomičnog hibrida elektromotor služi samo kao pomoć motoru s unutarnjim izgaranjem. Stoga je djelomični hibrid i znatno povoljniji, ali kako je dodatna snaga koju on razvija manja, i ušteda goriva je manja. 
S obzirom na vezu mehaničkog i električnog dijela hibridni pogonski sustavi se mogu podijeliti u tri skupine: serijski, paralelni i serijsko-paralelni hibridi.

## Hibridni pogonski sustavi

### Paralelni hibrid
Kod paralelnog hibrida postoji mogućnost pogona vozila motorom s unutarnjim izgaranjem i elektromotora istovremeno. Također postoji mogućnost pogona samo motorom s unutarnijm izgaranjem ili čistog električnog pogona. Najčešće su kod takvih hibrida motori i mjenjač brzina povezani automatskim spojkama. Treba ipak imati na umu da su vozne mogućnosti vrlo ograničene kapacitetom baterije. Prvi paralelni hibrid koji je ušao u masovnu proizvodnju je Honda Insight.

### Serijsko-paralelni hibrid
Kod serijsko-paralelnih hibrida raspodjela snage na pogonske kotača dijeli se između električnog motora i motora s unutarnjim izgaranjem pomoću posebnog diferencijala. Omjer razdiobe snage može biti od 0-100% u korist ili elektromotora ili motora s unutarnjim izgaranjem. Motor s unutarnjim izgaranjem se također može koristiti i za punjenje baterija. Na otvorenoj cesti primarni motor je motor s unutarnjim izgaranjem, dok elektromotor služi kao dodatna snaga (npr. kod pretjecanja). Toyota Prius, najprodavaniji svjetski hibrid (do 2013.), je serijsko-paralelni hibrid.

### Serijski hibrid
Kod serijskog hibrida pogonske kotača uvijek pogoni elektromotor, bez ikakve mehaničke veze s motorom s unutarnjim izgaranjem. Kako bi se povećao domet serijskog hibrida, motor s unutarnjim izgaranjem se uključuje po potrebi i preko generatora proizvodi električnu energiju kojom puni baterije. Na taj način motoru s unutarnjim izgaranjem je omogućen rad u optimalnom radnom području s najmanjom potrošnjom goriva. Poboljšanje energetske učinkovitosti postiže se i time što se iskorištava energija kočenja, tako što elektromotor postaje generatorom kojega tjeraju kotači. Učinkovitost takvog pogona je ipak dijelom smanjena zbog gubitaka u pretvaranju mehaničke energije u električnu, te naknadnog pretvaranja električne energije iz baterija ponovno u mehaničku. Chevrolet Volt (2010.) je primjer serijskog hibrida.

### Plug-in hibrid
Plug-in hibrid, kao vrsta hibridnog vozila, može biti izveden i sa serijskim i s paralelnim pogonskim sustavom. Sadrži baterije povećanog kapaciteta (od običnih hibrida) kako bi vozilu bilo omogućen veći domet vožnje samo na električnu energiju. Plug-in hibridi se mogu spajati utičnicom na mrežu kako bi izbjegli korištenje motora s unutarnjim izgaranjem za kraća putovanja (ovisno o veličini baterije). 
Koncept plug-in hibrida zanimljiv je onima koji svakodnevno putuju manjim udaljenostima te na taj način mogu potpuno ili djelomično izbjeći korištenje motora s unutarnjim izgaranjem. Na taj se način također smanjuje emisija štetnih plinova ako električna energija kojom se vozilo puni dolazi iz čistih izvora energije. Ford Fusion Energi te Toyota Prius Plug-in Hybrid su primjeri plug-in hibrida.

### Hibridi s gorivim člankom
Hibridi s vodikovim gorivim člankom koriste i gorivi članak i električne baterije kao izvor snage. Gorivi članak puni baterije koje preko elektromotora pogone vozilo. Chevrolet Equinox FCEV, Ford Edge Hyseries Drive i Honda FCX su primjeri hibrida s vodikovim gorivim čelijama.

## Vanjske poveznice
Ostali projekti
|  | Zajednički poslužitelj ima još gradiva o temi Hibridni automobil |

Mrežna mjesta
- Način rada hibrdinih električnih automobila
- Najbolji hibridni auti
- Prednosti i mane hibridnih automobila
- Vrste hibrida
- Budućnost hibridnih i električnih vozila